# АЛФА 12 HP
АЛФА 12 КС е вторият автомобил, произвеждан от миланския производител АЛФА.

## История
На скъсена база на АЛФА 24КС е произведен по-къс спортен вариант. При АЛФА 12КС има съществени подобрения при трансмисията на автомобила.4 цилиндровият двигател има мощност от 28 конски сили.

## Производство
Автомобилът е произвеждан от 1910 до 1915 във фабриката на компанията в Милано. Произведени са 50 бройки.